# Orchipedum
Orchipedum – rodzaj roślin z rodziny storczykowatych (Orchidaceae). Obejmuje 3 gatunki występujące w Azji Południowo-Wschodniej w takich krajach i regionach jak: Jawa, Malezja Zachodnia, Filipiny, Sumatra, Tajlandia, Wietnam.

## Systematyka
Rodzaj sklasyfikowany do podplemienia Goodyerinae w plemieniu Cranichideae, podrodzina storczykowe (Orchidoideae), rodzina storczykowate (Orchidaceae), rząd szparagowce (Asparagales) w obrębie roślin jednoliściennych.
Wykaz gatunków
- Orchipedum echinatum Aver. & Averyanova
- Orchipedum plantaginifolium Breda
- Orchipedum wenzelii (Ames) J.J.Sm.